# هونويا شوجي
هونويا شوجي (باليابانية: 庄司 朋乃也) (8 أكتوبر 1997 في غونما في اليابان – )؛ هو لاعب كرة قدم ياباني سابق كان يلعب كمدافع.

## وصلات خارجية
- هونويا شوجي على موقع رابطة كرة القدم اليابانية للمحترفين (اليابانية)
- هونويا شوجي على موقع قاعدة بيانات كرة القدم.إي يو (الإنجليزية)
- هونويا شوجي على موقع Soccerway.com (الإنجليزية)
- هونويا شوجي على موقع عالم كرة القدم.نت (الإنجليزية)
- هونويا شوجي على موقع كووورة